# Олександрівка (Степанівська селищна громада)
Олекса́ндрівка — село в Україні, у Степанівській селищній громаді Сумського району Сумської області. Населення становить 209 осіб. До 2020 орган місцевого самоврядування — Підліснівська сільська рада.

## Географія
Село Олександрівка розміщене в балці Власівщина. На відстані 1,5 км розташовані села Підліснівка і Новомихайлівка.
У селі бере початок річка Гола Долина, права притока Сумки.

## Назва
Старі люди розповідають, що були у пана сини. Одного з них звали Олександром навчався він за кордоном. Коли повернувся до батька, той подарував йому хутір Павлівку і в честь сина назвав Олександрівкою. З того часу село і носить цю назву.

## Історія села
Село Александрівка засноване у 1696 році вихідцями з Правобережної України.
Сотник з Київщини Василь Підлісний з козаками, жінками, дітьми вирушили в район Белгородської оборонної лінії вирішили оселитися на нових землях. І оселилися по обидва береги річки «Біла гуска», яка брала свій початок біля села Буцикове, і назвали поселення іменем сотника. Хати будували з дерева. Родючу землю засівали зерновими культурами. Кількість дворів швидко зростала. Населення додавалось. Так утворилися нові хутори
Молодий козак Павло одружився з коханою дівчиною і оселився у долині. Її назвали Павловою Долиною. Біля них почали селитися і нові люди. Так і виник хутір Павлівка (Александрівка).
Селяни займалися хліборобством і тваринництвом. Чоловіки обробляли дерево і робили вози, плуги, меблі, скрині, дерев'яний посуд. Поширеними були гончарське, ковальське, кравецьке, ремесла. Славилися колісники і бондарі.
Поступово сумський полковник Герасим Кондратьєв і його сини, привласнили полкові землі, й селяни були перетворені на кріпаків.
З 1732 р. вони працювали на поміщика. Влітку кожного дня, взимку — по три дні на тиждень. Своєї землі селяни фактично не мали. Тільки за покору поміщик наділяв землею при умові, що селяни справно будуть нести панщину. За користування землею селяни відбували не тільки відробіткову ренту, а й натуральну, й грошову. Крім залежних селян були ремісники, наймити. Молоді селяни зобов'язані були охороняти кордони, які часто порушували кримські татари. В селі, як і в інших селах, деякі чоловіки чумакували. Вони приєднувалися до чумацької валки в Боромлі й прямували до Криму.
У січні 1878 відкрилася залізниця Суми-Ворожба, що пролягла неподалік села. Селяни також працювали на будівництві Сумсько — Степанівського цукрового заводу.
Початкова школа в селі Александрівка мала 3 класи. Опікувався школою поміщик і лікар Лисевич. Школи були побудовані і в інших його селах. Так у селі Новомихайлівка була збудована семирічка. Коли у 1968 році була поповнена педагогічними кадрами та школярами Підліснівська восьмирічка, то діти з навколишніх сіл пішли до цієї школи. І зараз навчаються в новій сучасній Підліснівській ЗОШ І-ІІІ ступенів. Стара школа с. Александрівки нагадує про себе лише руїнами.
Події 9 січня 1905 долинули і до с. Александрівки. Під впливом соціал-демократів застрайкувала Степанівська цукроварня. Страйкували батраки, підпалювали поміщицькі маєтки.
Великою бідою на плечі жінок лягла Перша Світова війна. Чоловіки пішли на фронт, багато з них загинуло.
У січні 1918 року у селі почався період першої більшовицької окупації, наприкінці березня австро-німецькі війська визволили село.Після капітуляції Німеччини й Австрії село зайняли війська УНР.
На початку січня 1919 р. в селі відновлено радянську окупацію.
У період примусової колективізації в 1929 році були створені на території Підліснівки два колгоспи. Александрівка увійшла до колгоспу імені Петровського.
У 1932—1933 роках наших односельців не минуло велике лихо Голодомору.
у 1941-1943 роках село було під контролем німецьких військ.
У 1950 році був створений колгосп імені Дзержинського. Поруч з розвитком сільського господарства в селі розвивалася й соціально — культурна сфера. 1962 р. відкрився Будинок культури та бібліотека.
З 1958 р. с. Олександрівка входить до Сумської облради, та з 1966 р. до Підліснівської селищної ради.
У 1968 р. побудовано медико — акушерський пункт, впорядковувалась соціальна сфера села.
12 червня 2020 року, відповідно до розпорядження Кабінету Міністрів України № 723-р «Про визначення адміністративних центрів та затвердження територій територіальних громад Сумської області», село увійшло до складу Степанівської селищної громади.
19 липня 2020 року, в результаті адміністративно-територіальної реформи та ліквідації Сумського району(1923—2020), увійшло до складу новоутвореного Сумського району.

## Сьогодення
Зараз село входить до Підліснівської філії ЗАТ НВП «Райз Максимко». Люди працюють на сучасній техніці. В господарстві займаються вирощуванням перспективних сортів зернових культур та цукрового буряка, а також тваринництвом.